# Gerris marginatus
Gerris marginatus är en insektsart som beskrevs av Thomas Say 1832. Gerris marginatus ingår i släktet Gerris och familjen skräddare. Inga underarter finns listade i Catalogue of Life.